# Weisshorngruppe
Die Weisshorngruppe ist ein Bergmassiv in den Walliser Alpen. Sie liegt zwischen dem Mattertal im Osten und dem Zinaltal im Westen, an deren Nordflanke enden das Jungtal und das Turtmanntal. Die Weisshorngruppe ist nach dem Mont-Blanc-Massiv, dem Monte Rosa und der Mischabel das vierthöchste Gebirgsmassiv der Alpen. Ihr Hauptgipfel ist das Weisshorn mit 4505 m ü. M.

## Anspruchsvollste Gipfel der Walliser Alpen

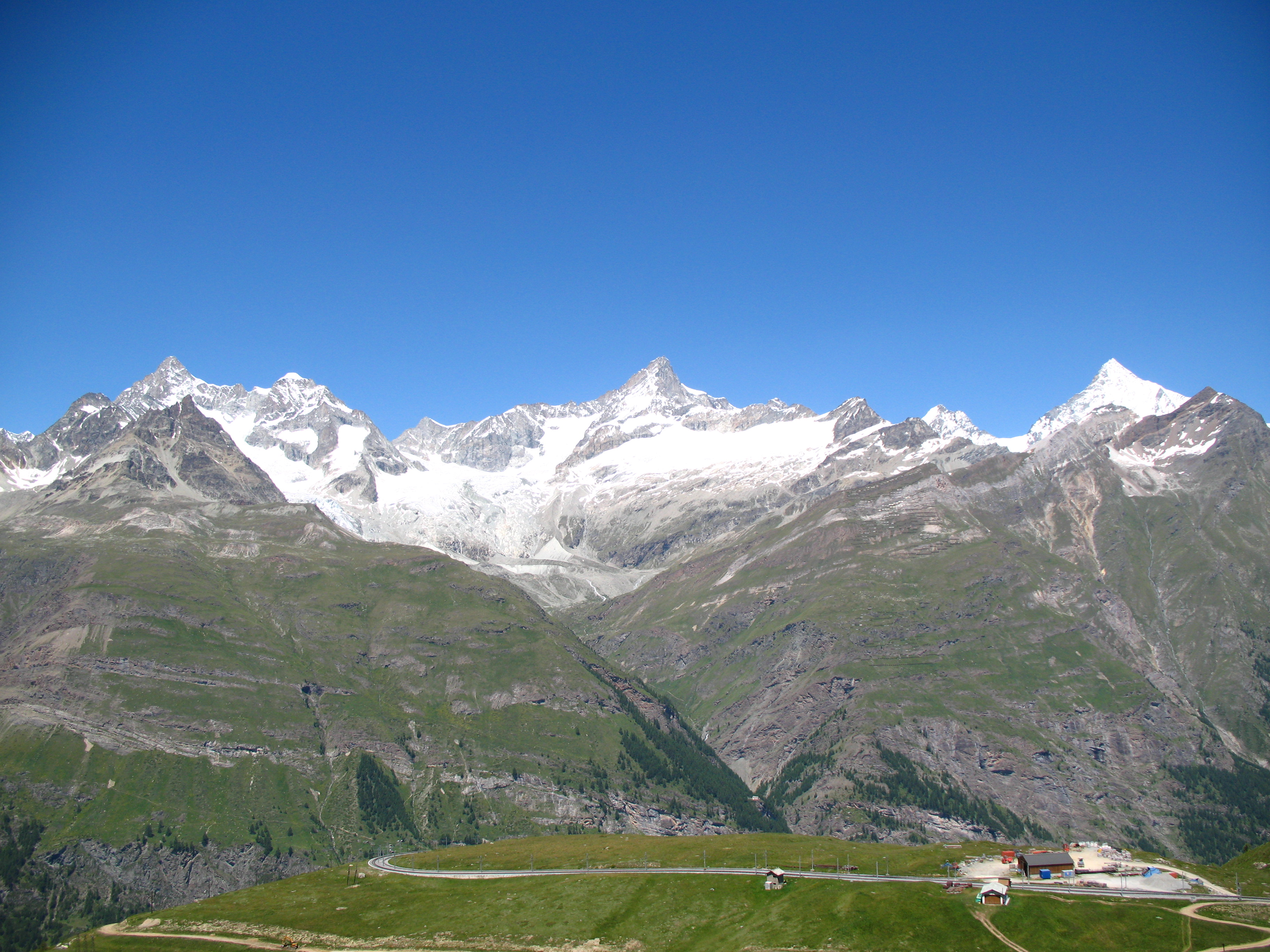
Weisshorngruppe von der Gornergratbahn aus gesehen, Blick auf die Mattertalseite bzw. die Ostseite der Weisshorngruppe. Im Hintergrund der Hauptkamm mit (von links nach rechts) Ober Gabelhorn, Wellenkuppe, Trifthorn, Pointe du Mountet, Bildmitte Zinalrothorn, Pointe Sud du Moming, Schalihorn und Weisshorn. Vor dem Ober Gabelhorn liegen das Mittler Gabelhorn und das Unter Gabelhorn. In den Grat laufend vor dem Zinalrothorn befinden sich das Ober Äschhorn und das Unter Äschhorn. Weiter gibt es im Vordergrund von links nach rechts das Wisshorn, das Platthorn und das Mettelhorn zu sehen.

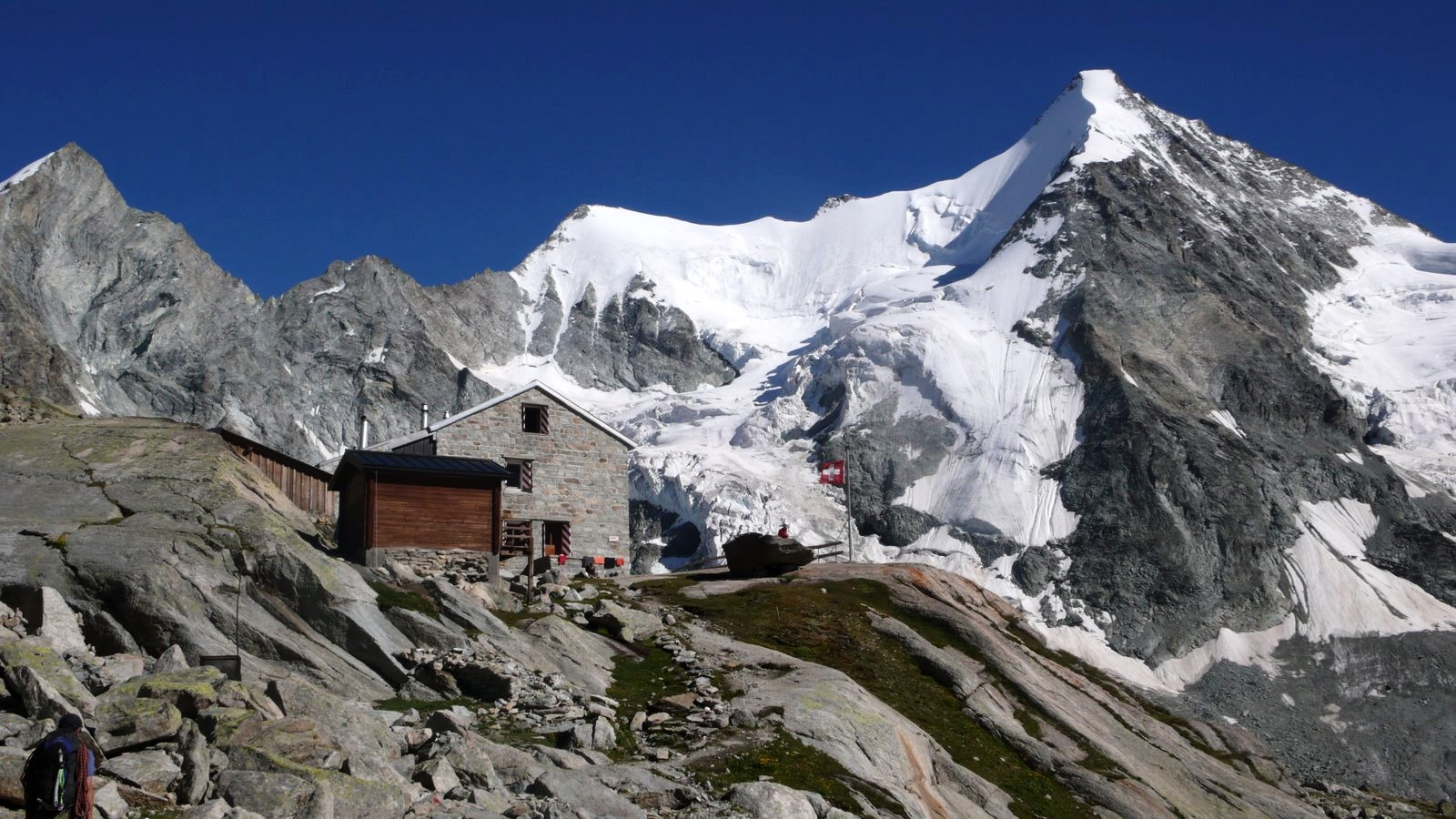
Mountethütte (Cabane du Grand Mountet) auf und Ober Gabelhorn der Weisshorngruppe.

Die Gratanstiege auf das Weisshorn, Zinalrothorn und Ober Gabelhorn sind bei entsprechendem Können empfehlenswert, als Krönung kann die gesamte Überschreitung des Hauptkammes vom Bishorn und Weisshorn zum Ober Gabelhorn gesehen werden.

## Viertausender und Dreitausender
Die folgenden Viertausender sind zur Weisshorngruppe zu zählen (von Norden nach Süden):
- Pointe Burnaby 4134 m
- Bishorn, 4151 m
- Weisshorn, 4505 m
- Zinalrothorn, 4221 m
- Ober Gabelhorn, 4063 m

Die folgenden Dreitausender finden sich auf der Mattertalseite:
- Stellihorn (St. Niklaus), 3410 m
- Gässispitz, 3411 m
- Barrhorn, 3610 m
- Distelberg (St. Niklaus), 3285 m
- Schöllihorn, 3500 m
- Brunegghorn, 3833 m
- Wisse Schijen, 3368 m
- Schalihorn, 3974 m
- Pointe Nord de Moming, 3863 m
- Pointe Sud de Moming, 3963 m
- Äschhorn, 3669 m
- Pointe du Mountet, 3877 m
- Mettelhorn, 3406 m
- Platthorn, 3345 m
- Furgghorn (Weisshorngruppe), 3392 m
- Trifthorn, 3728 m
- Wellenkuppe, 3898 m
- Arbenhorn, 3713 m

Die folgenden Dreitausender auf der Zinaltalseite:
- Tête de Milon, 3693 m
- Pointe d'Arpitetta, 3133 m
- Besso, 3668 m
- Blanc de Moming, 3663 m ü. M.

## Gletscher

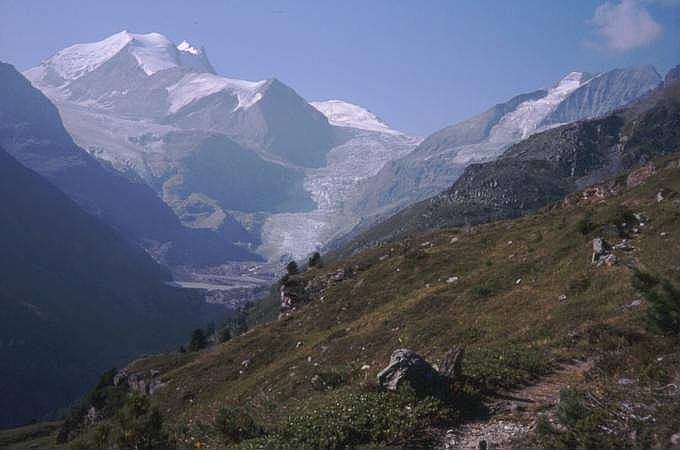
Bishorn und Turtmanngletscher der Weisshorngruppe.

Auf der Mattertalseite bzw. der Ostseite der Weisshorngruppe finden sich (von Norden nach Süden):
- Obere Stelligletscher
- Undere Stelligletscher
- Schölligletscher
- Abberggletscher
- Holzgletscher
- Rossgletscher
- Bisgletscher
- Schmalgletscher
- Schaligletscher
- Hohlichtgletscher
- Rothorngletscher
- Triftgletscher
- Gabelhorngletscher
- Arbengletscher
- Hohwänggletscher

Auf der Zinaltalseite bzw. der Westseite:
- Brunegggletscher
- Turtmanngletscher
- Weisshorngletscher
- Mominggletscher
- Mountetgletscher
- Obergabelhorngletscher
- Durandgletscher

## Hütten

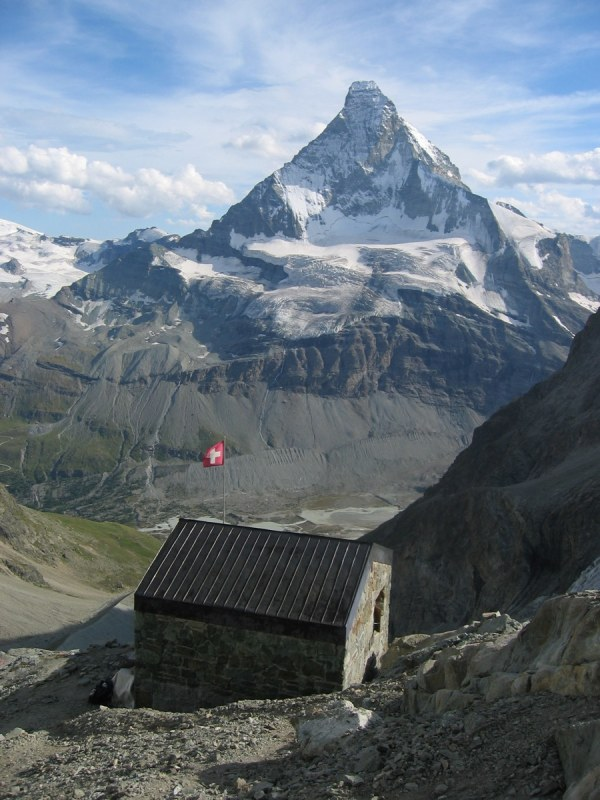
Blick vom Arbenbiwak in der Weisshorngruppe auf das Matterhorn.

Auf der Mattertalseite bzw. der Ostseite der Weisshorngruppe finden sich (von Norden nach Süden):
- Topalihütte
- Biwak Schaligrat
- Weisshornhütte
- Rothornhütte
- Arbenbiwak

Auf der Zinaltalseite bzw. der Westseite:
- Turtmannhütte
- Tracuithütte
- Arpitettahütte
- Mountethütte (Cabane du Grand Mountet)

## Höhenwege
Auf der Mattertalseite bzw. der Ostseite der Weisshorngruppe führt der Weisshornweg.

## Weisshornmassiv
Als Weisshornmassiv werden das Weisshorn, Bishorn, die Pointe Burnaby, das Brunegghorn und die umliegenden Drei- und Zweitausender gesehen.

## Bilder
Die folgenden Bilder zeigen die Weisshorngruppe von der Süd- und Ostseite, wobei sich die einzelnen Aussichtspunkte im Mattertal talauswärts von Süden nach Norden bis zur Riederalp im Rhonetal hinbewegen:

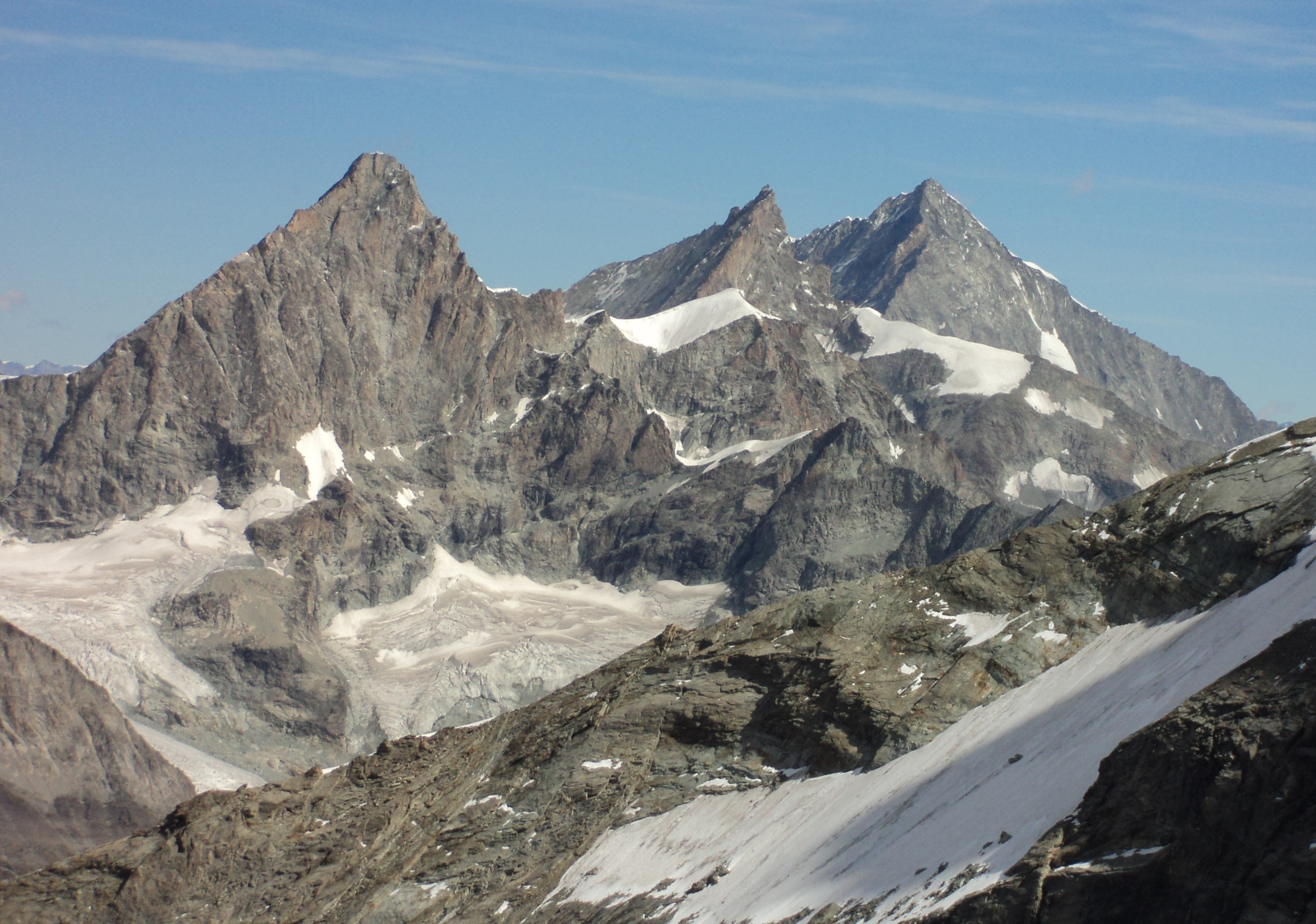
Blick vom Testa del Leone auf Ober Gabelhorn, Zinalrothorn und Weisshorn der Weisshorngruppe.
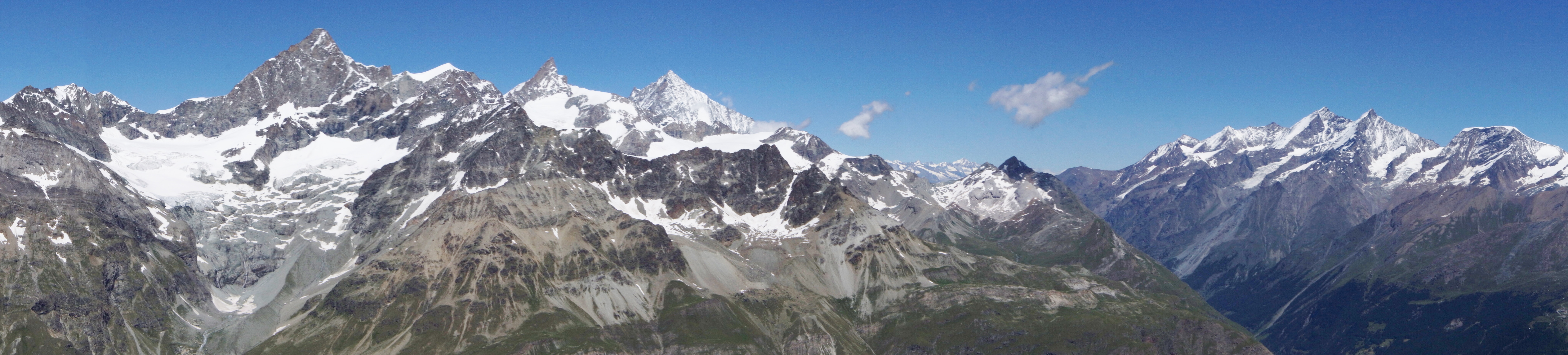
Blick in 3292 m ü. M. vom Hörnligrat des Matterhorns auf die Weisshorngruppe (links) und die Mischabel (rechts).
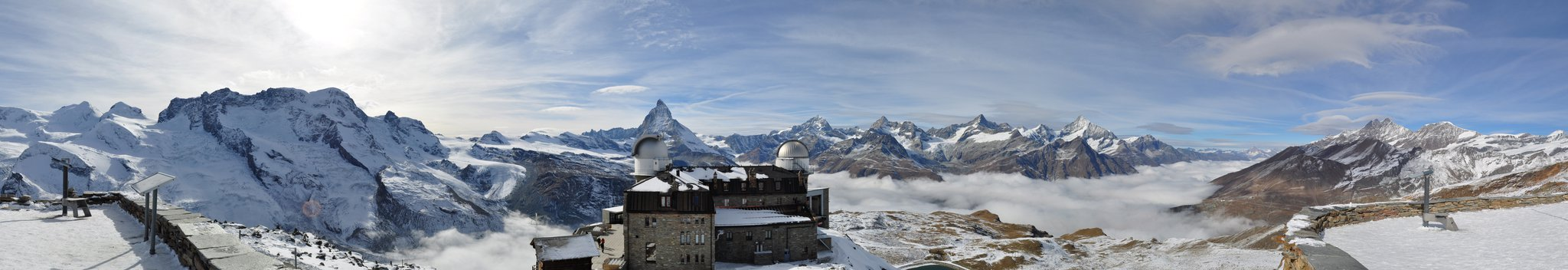
Panoramablick vom Gornergrat, Bildmitte: rechts vom Matterhorn und der Dent Blanche die Weisshorngruppe.
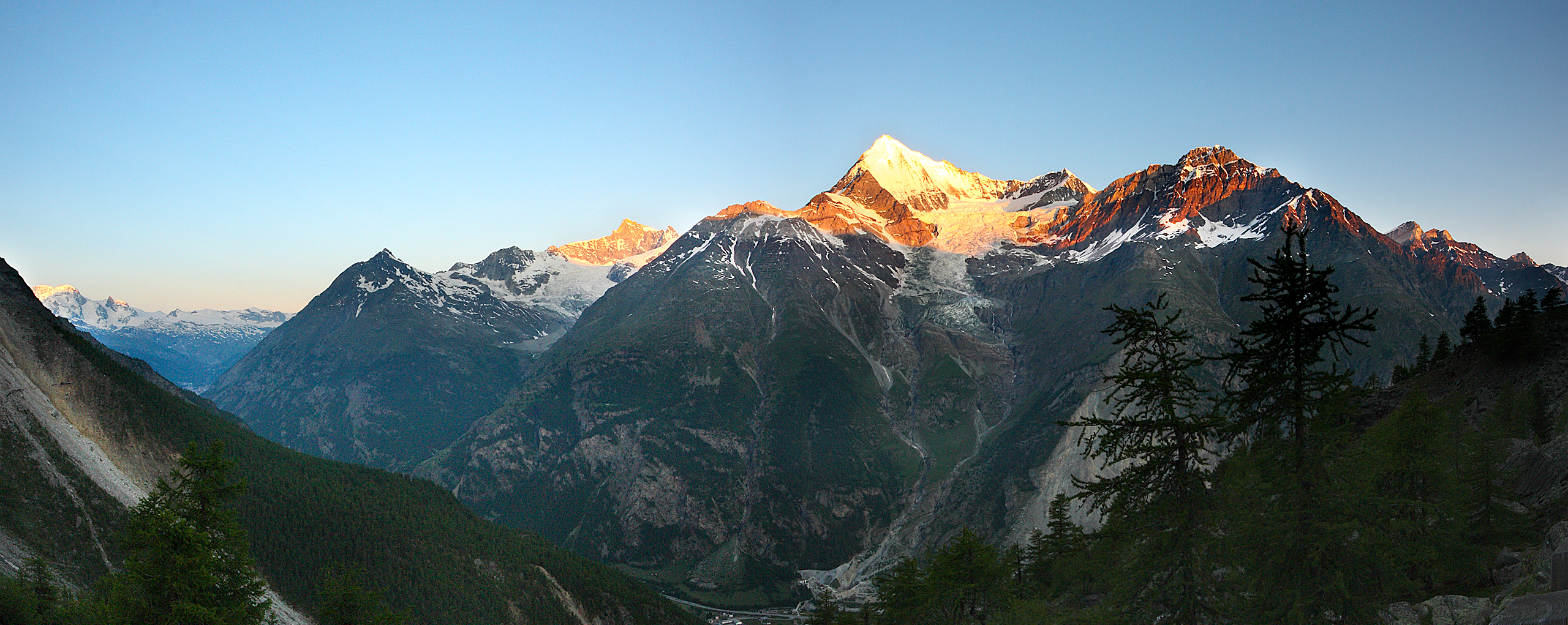
Blick von der Europahütte entlang des Europaweges auf die Weisshorngruppe.
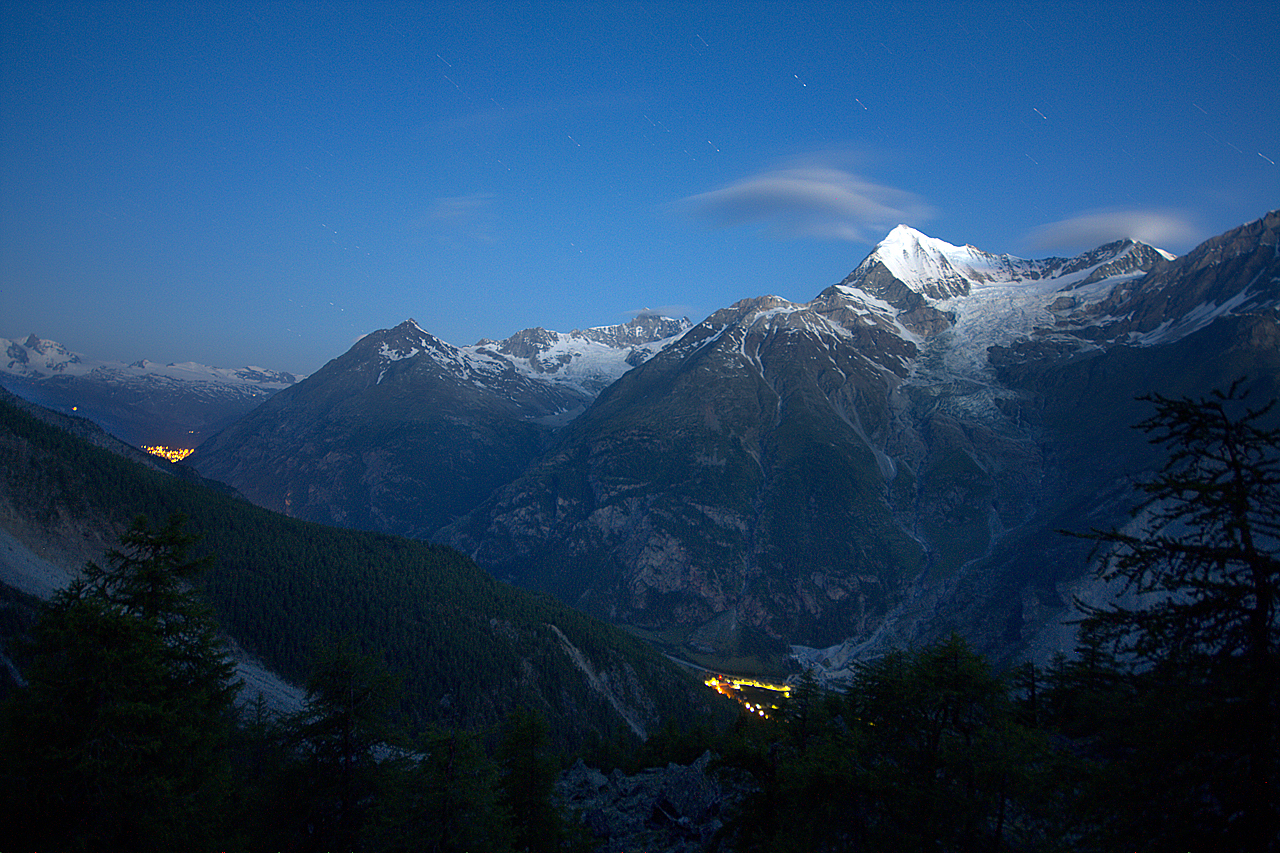
Blick von der Europahütte auf die Weisshorngruppe. Lichter Bildmitte Randa, links Zermatt.
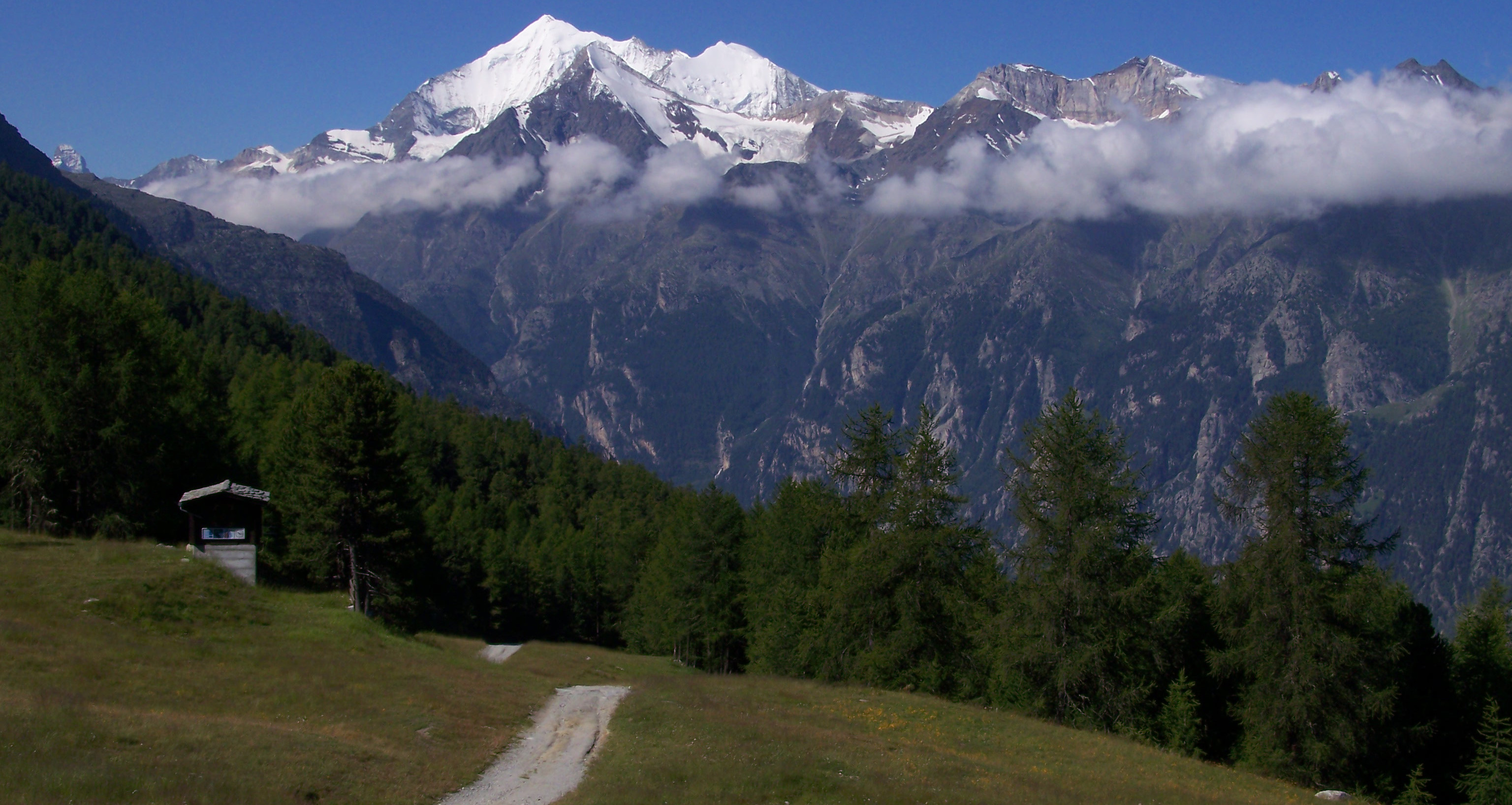
Blick von der Hannigalp oberhalb Grächen auf die Weisshorngruppe.
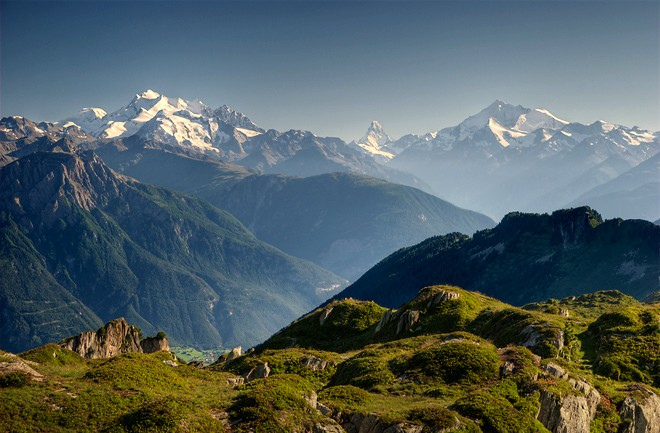
Blick von der Riederalp auf (von rechts) Weisshorngruppe, Matterhorn und Mischabel.

Weisshorngruppe von der Nord- und Westseite:

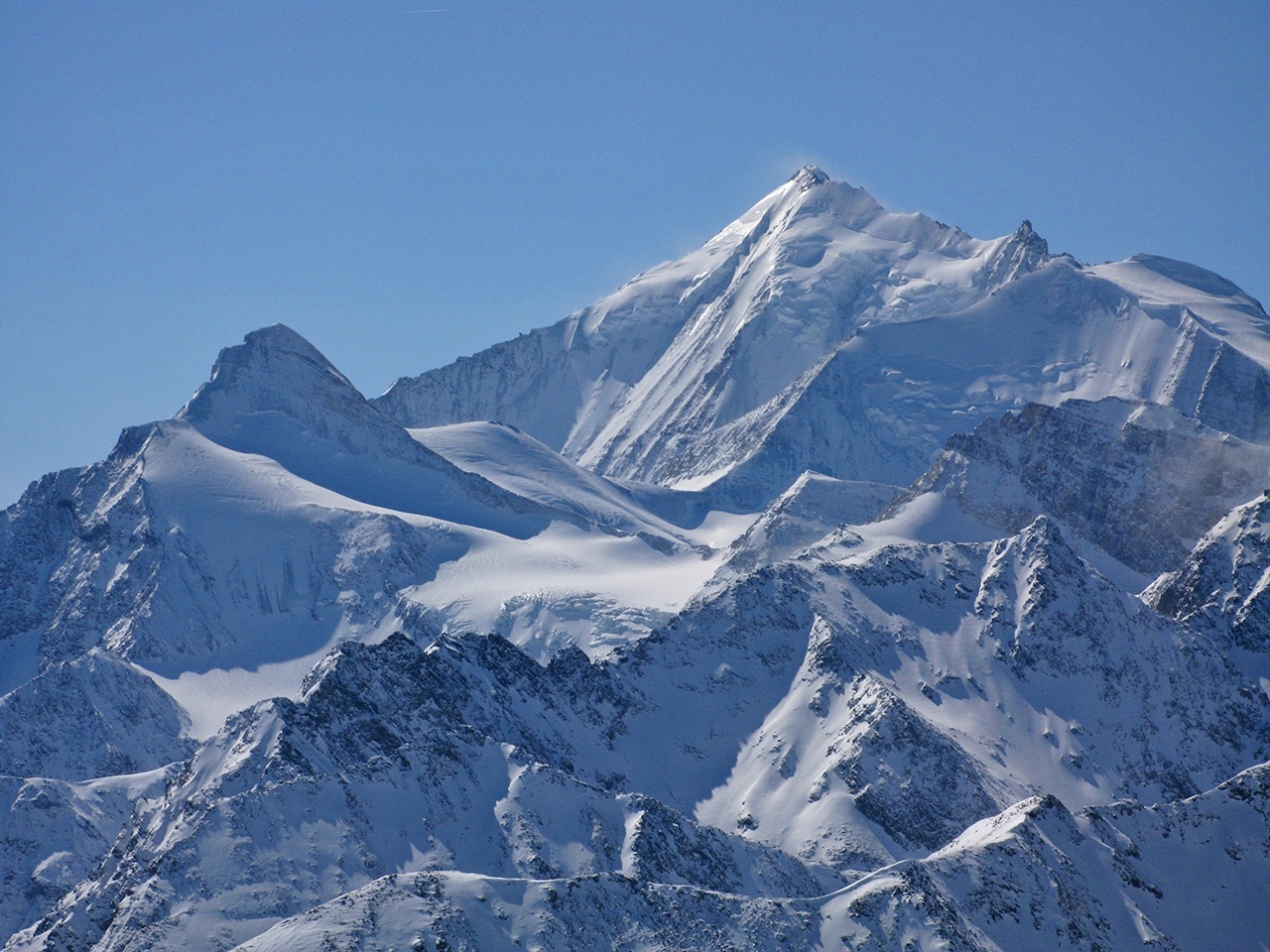
Blick vom Augstbordhorn auf die Nordseite der Weisshorngruppe, von links Brunegghorn, Weisshorn und Bishorn.
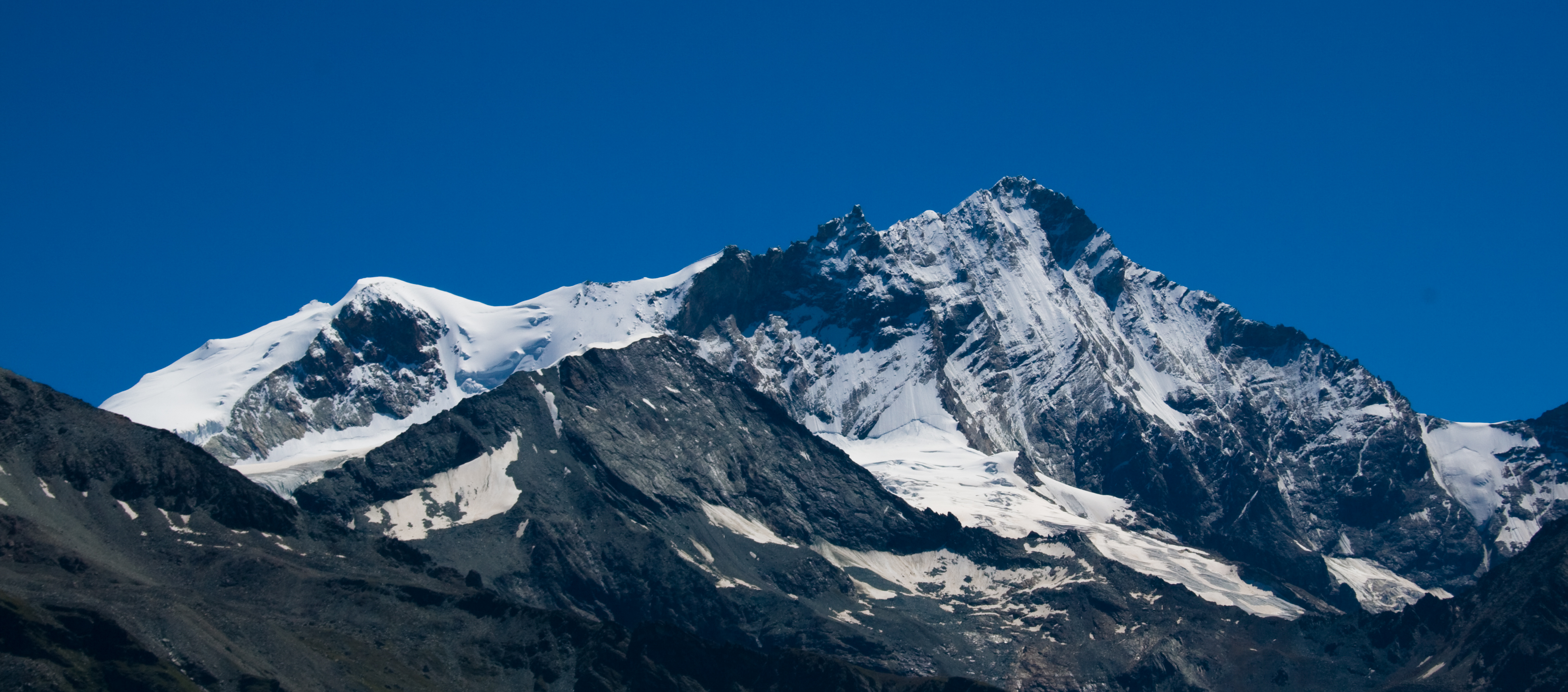
Bishorn und Weisshorn von der Westseite.
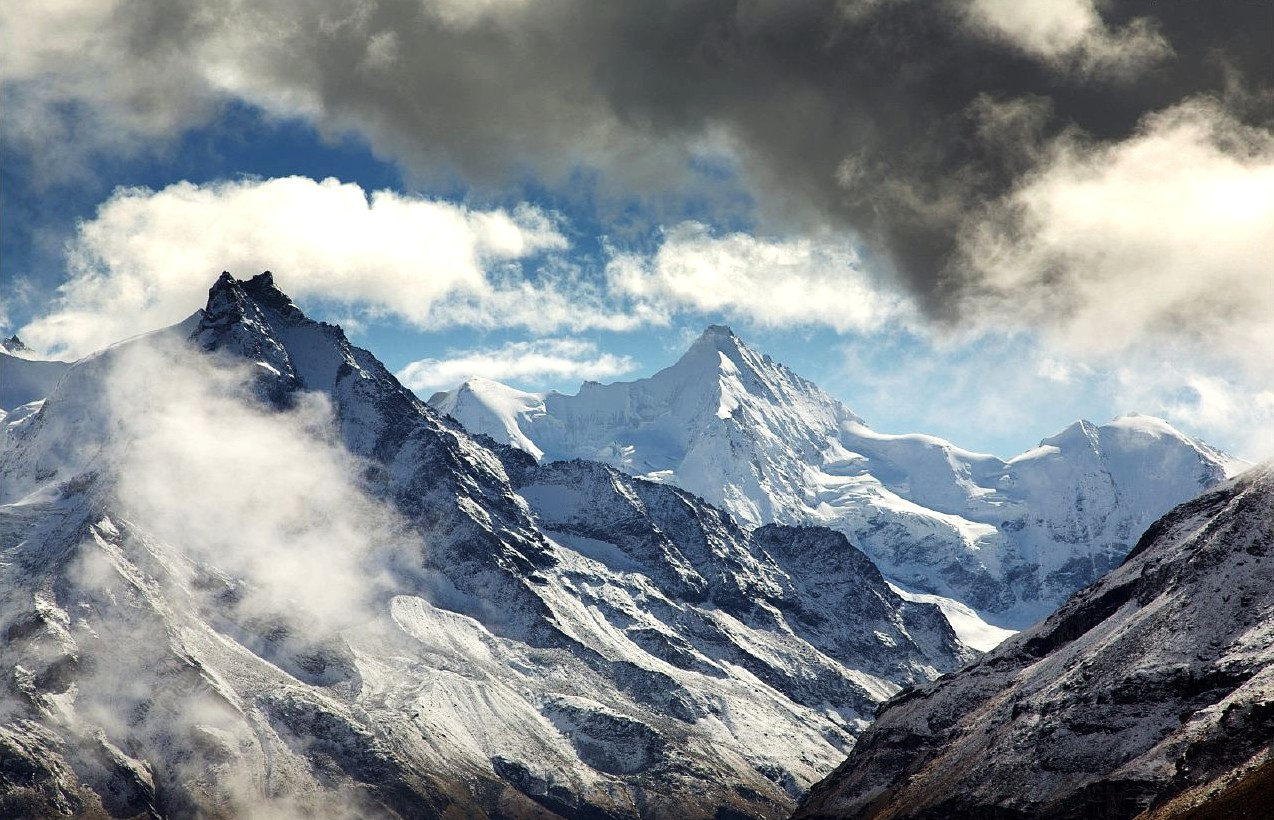
Besso und Ober Gabelhorn vom Zinaltal aus gesehen.